# بنزوئیل کلرید
بنزوئیل کلرید (به انگلیسی: Benzoyl chloride) یک ترکیب شیمیایی با شناسه پاب‌کم ۷۴۱۲ است. شکل ظاهری این ترکیب، مایع بی‌رنگ است.